# Gare de Fépin
Gare de Fépin vasútállomás Franciaországban, Haybes településen.

## Vasútvonalak
Az állomást az alábbi vasútvonalak érintik:
- Soissons-Givet-vasútvonal

## Kapcsolódó állomások
A vasútállomáshoz az alábbi állomások vannak a legközelebb:
- Gare d’Haybes
- Gare de Vireux-Molhain